# Willis Tower
Willis Tower (do roku 2009 Sears Tower) je 442 metrů vysoký mrakodrap v Chicagu v Illinois. Má podle standardních měřítek 108 podlaží, ačkoli vlastníci budovy počítají hlavní střechu jako 109. a střechu mechanické buňky (tzv. penthouse) ležící mezi anténami jako 110. podlaží. Postaven byl v roce 1974, přičemž svého vrcholu dosáhl už v roce 1973, a protože převýšil Světové obchodní centrum v New Yorku, stal se nejvyšší budovou na světě. Tento titul si udržel téměř 23 let (do výstavby Petronas Twin Towers vysokých 451,9 metrů). Jednalo se také o nejvyšší budovu na západní polokouli po dobu 40 let (než byl v roce 2013 postaven 541 metrů vysoký mrakodrap One World Trade Center) a do roku 2021, tedy dlouhých 48 let, o budovu s nejvyšším podlažím (než byl postaven mrakodrap Central Park Tower s výškou 472 metrů).
Mrakodrap je známý především pod názvem Sears Tower, neboť byl postaven pro tehdy (v 60.–70. letech) největší maloobchodní společnost Sears (Sears, Roebuck and Company), která v něm v letech 1974 až 1994 měla své sídlo. Vedení společnosti Sears se rozhodlo konsolidovat tisíce zaměstnanců rozmístěných v kancelářích po celém Chicagu do jediné budovy. Své plány svěřila architektonickému studiu Skidmore, Owings & Merrill (SOM). Původní název si mrakodrap udržel až do roku 2009, kdy si podstatnou část pronajala pojišťovací společnost Willis Group (dnes Willis Tower Watsen) a získala právo na jeho změnu. Přestože už více než 10 let nese název Willis Tower, řada místních obyvatel má stále v paměti původní název budovy a odkazuje na ni coby Sears Tower.
Willis Tower mohl vzniknout především díky stavitelskému pokroku, za kterým stál tým architektů a inženýrů, který vedl kolumbijsko-peruánský architekt Bruce Graham a bangladéšsko-americký stavební inženýr Fazlur Khan. Šlo o inovativní design, který byl efektivní jak strukturálně, tak ekonomicky. Na jeho základě vyrostla i dosavadní nejvyšší budova světa, Burdž Chalífa, postavená v roce 2010.
V současnosti (k roku 2022) je to třetí nejvyšší budova ve Spojených státech a na západní polokouli a 25. nejvyšší na světě. Každý rok navštíví její vyhlídkovou plošinu (observatoř), nejvýše položenou v USA, více než milión lidí, což z ní činí jednu z nejoblíbenějších turistických destinací v Chicagu.
Od dubna 2018 je hlavním nájemníkem americká letecká společnost United Airlines, která se počínaje rokem 2012 přestěhovala ze svého firemního sídla v budově 77 West Wacker Drive (dříve United Building). Mezi další hlavní nájemce patří Willis Towers Watson, právnické firmy Schiff Hardin a Seyfarth Shaw a investiční společnost Morgan Stanley.

## Historie

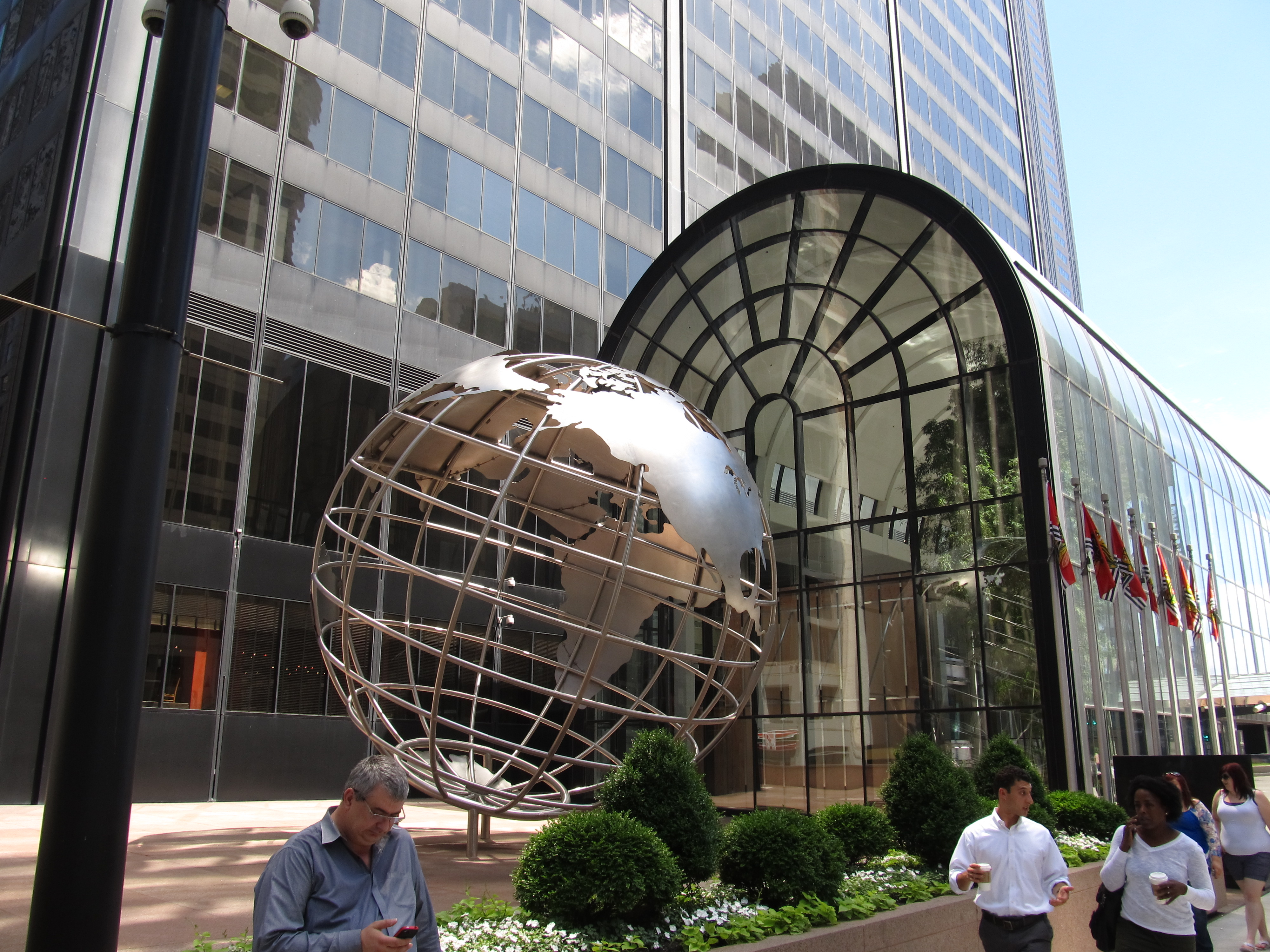
V roce 1984 byla SOM pověřena generální opravou mnoha nižších úrovní věže, jehož součástí bylo přidání klenutého atria podél ulice Wacker Drive. V roce 2017 bylo prosklené atrium odstraněno a došlo k celkové přestavbě náměstí

Mrakodrap se stavěl v letech 1970 až 1974, přičemž svého vrcholu dosáhl již v roce 1973, podle návrhu architektonické firmy Skidmore, Owings and Merrill (SOM). Vznikl pro společnost Sears (Sears, Roebuck and Company) zaměřenou na spotřební zboží, která chtěla umístit všechny své ústřední zaměstnance pod jednu střechu (10 000 zaměstnanců, 6 000 nájemníků). Poslední ocelový nosník, který byl do konstrukce zabudován 3. května 1973, je popsaný více než desetitisící podpisy dělníků, zaměstnanců firmy i obyvatel Chicaga, kteří chtěli mít svá jména na nejvyšší budově světa. Výstavba vyšla na tehdejších 150–175 milionů amerických dolarů (stála by v přepočtu asi 860 milionů dolarů, kdyby se uskutečnila v roce 2020). Willis Tower původně ale neměla být nejvyšší budovou světa, jeden z prvotních návrhů byla totiž nevelká bloková budova, které se přezdívalo „the pig“(„prase“).
Od svého dokončení, kdy výškou překonal věže Světového obchodního centra, až do roku 1996 byl nejvyšší budovou planety (téměř 23 let); do výstavby komplexu Petronas Twin Towers. Celých téměř 40 let byl nejvyšší obytnou stavbou na západní polokouli, než jej v roce 2013 pokořil mrakodrap One World Trade Center v New Yorku (nutno podotknout, že jen díky svému stožáru – po střechu je budova vysoká 417 m). Post obecně „nejvyšší umělé struktury“ ztratil po pouhých třech letech, kvůli televizní věži CN Tower postavené v roce 1976 v Torontu.
Mrakodrap byl koncipován v kontextu „války o výšku“, kterou spolu vedly především New York a Chicago (tehdy se nepředpokládalo, že by nejvyšší stavby mohly existovat jinde, než v USA, ale realita je poněkud odlišná). Byl postaven jako jakási pomsta New Yorku za „dvojčata“, aby znovu potvrdil převahu Chicaga, města výroby nad městem financí. Od roku 2013 „opět vede“ New York, který postavil nejdražší mrakodrap na světě – One World Trade Center, jenž svou architektonickou výškou překonal Willis Tower. „Doma“ však stále drží prvenství, od roku 1973 do roku 2022 to je 49 let. Je dominantním prvkem i symbolem celého města a funguje jako vizuální orientační bod. Stavba podobná modernímu asymetrickému zikkuratu je o 18,8 m vyšší než Trump International Hotel and Tower, o 95,7 m vyšší než Aon Center a o 98,3 m vyšší než 875 North Michigan Avenue (známý jako John Hancock Center).

### Architekti a inženýři

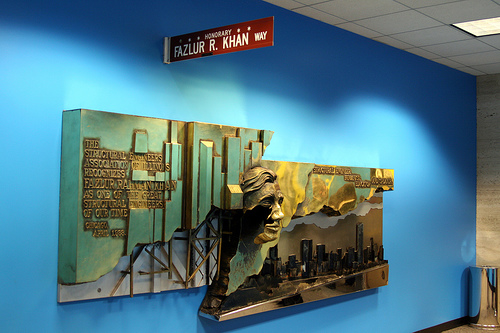
Socha (reliéf) na počest F. R. Khana umístěna v budově

Hlavními konstruktéry stavby byli architekt Bruce Graham (1925–2010) a stavební inženýři Fazlur Rahman Khan (1929–1982) a John Zils, všichni pocházející z ateliéru SOM (mj. autoři John Hancock Center). Na Khanovu počest, za jeho přínos v oboru stavebního inženýrství, vznikla socha z nerez oceli a bronzu od umělce Carlose Marinase, která je od jara 1993 umístěna v hale budovy. Inovativní design, v té době zcela nový, byl inspirací pro mnoho dalších staveb. Na jeho základě vyrostla i nejvyšší budova na světě – Burdž Chalífa.

### Po teroristických útocích z 11. září
Po útocích z 11. září 2001 prošla budova významnou bezpečnostní inovací. Kvůli strachu z terorismu se řada lidí vyhýbala nejvyšším patrům mrakodrapu ještě tři roky od události. Spekuluje se, že teroristé plánovali letadlem zasáhnout i tento mrakodrap. Nakonec se tak nestalo pravděpodobně proto, že měli stanovených už několik cílů (Twin Towers, Pentagon a nejspíš Bílý dům nebo Kapitol) a obávali se možných komplikací. Více v podkapitole Bezpečnostní opatření.

### SkyRise Chicago
Od roku 2009 se každoročně koná charitativní akce SkyRise Chicago neboli běh po schodech z přízemí až do 103. (105.) podlaží mrakodrapu. Výtěžek je věnován rehabilitačnímu centru Shirley Ryan AbilityLab (RIC). V listopadu 2021 se akce účastnilo 651 lidí a vybralo se více než 850 000 dolarů.

### Přestavba náměstí (2017)
Počátkem roku 2017 došlo k přestavbě veřejného prostranství okolo budovy. Byl vybudován navazující šestipodlažní komplex, který vizuálně rozšiřuje patu budovy, namísto původního volně průchozího náměstí. Dostavba nabízí další prostory o výměře větší než 27 870 m2 a nachází se v ní maloobchodní prodejny, restaurace nebo zábavní centra, dalších 13 935 m2 nových pronajímatelných míst a také nové venkovní prostory se zahradou o rozloze 2 787 m2.

## Vlastníci a nájemci
Po 20 letech, v roce 1994, Sears svou budovu prodala společnosti AEW Capital Management, LP (kterou financovala MetLife), a roku 1995 všechny své zaměstnance vystěhovala, avšak práva na pojmenování budovy vlastnila až do roku 2003. V roce 1997 převzala pomyslnou štafetu společnost TrizecHahn Corporation (dnes Trizec Properties, Inc.), tehdejší vlastník CN Tower. V roce 2003 se stala novým vlastníkem americká společnost MetLife, ale ta už na počátku roku 2004 Sears Tower prodala skupině newyorských investorů (Joseph Chetri, Joseph Moinian, Lloyd Goldman, Joseph Cayre, Jeffrey Feil a firmě American Landmark Properties Ltd.) za ohlášených 840 milionů dolarů, zatímco původní cena budovy byla 150–175 milionů dolarů. Dalším majitelem se stala londýnská pojišťovací společnost Willis Group (Willis Group Holdings plc.), dnes Willis Towers Watson. Ta využila nabyté jmenovací právo, když si pronajala tři podlaží a více než 13 000 m2 prostoru, a 16. července 2009 přejmenovala mrakodrap na Willis Tower. Veřejnost z toho nebyla zrovna dvakrát nadšená. Za 35 let si už na věhlasnou Sears Tower zvykla.
V roce 2015, v ceně 1,3 mld. USD (jde o vůbec nejvyšší částku zaplacenou za kancelářskou stavbu v Americe mimo New York), budovu koupila akciová společnost Blackstone (The Blackstone Group Inc.) a správa náleží obchodní společnost EQ Office. V roce 2017 oznámili, že investují 500 miliónů dolarů na různé opravy a zdokonalení. Současně s tím vznikl šestipodlažní komplex okolo budovy namísto volně průchozího náměstí (viz Přestavba náměstí, Modernizace výtahů). Noví vlastníci mohou pojmenovat budovu nejdříve v roce 2024, kdy vyprší jmenovací právo předchozí společnosti.
Od roku 2018 je největším nájemcem letecká společnost United Airlines (United Airlines, Inc.), která se přestěhovala ze svého sídla v budově 77 West Wacker Drive.
V roce 2018 byla budova obsazena z 95 %.

## Základní parametry a postavení ve světě

### Výška, hmotnost, podlahová plocha

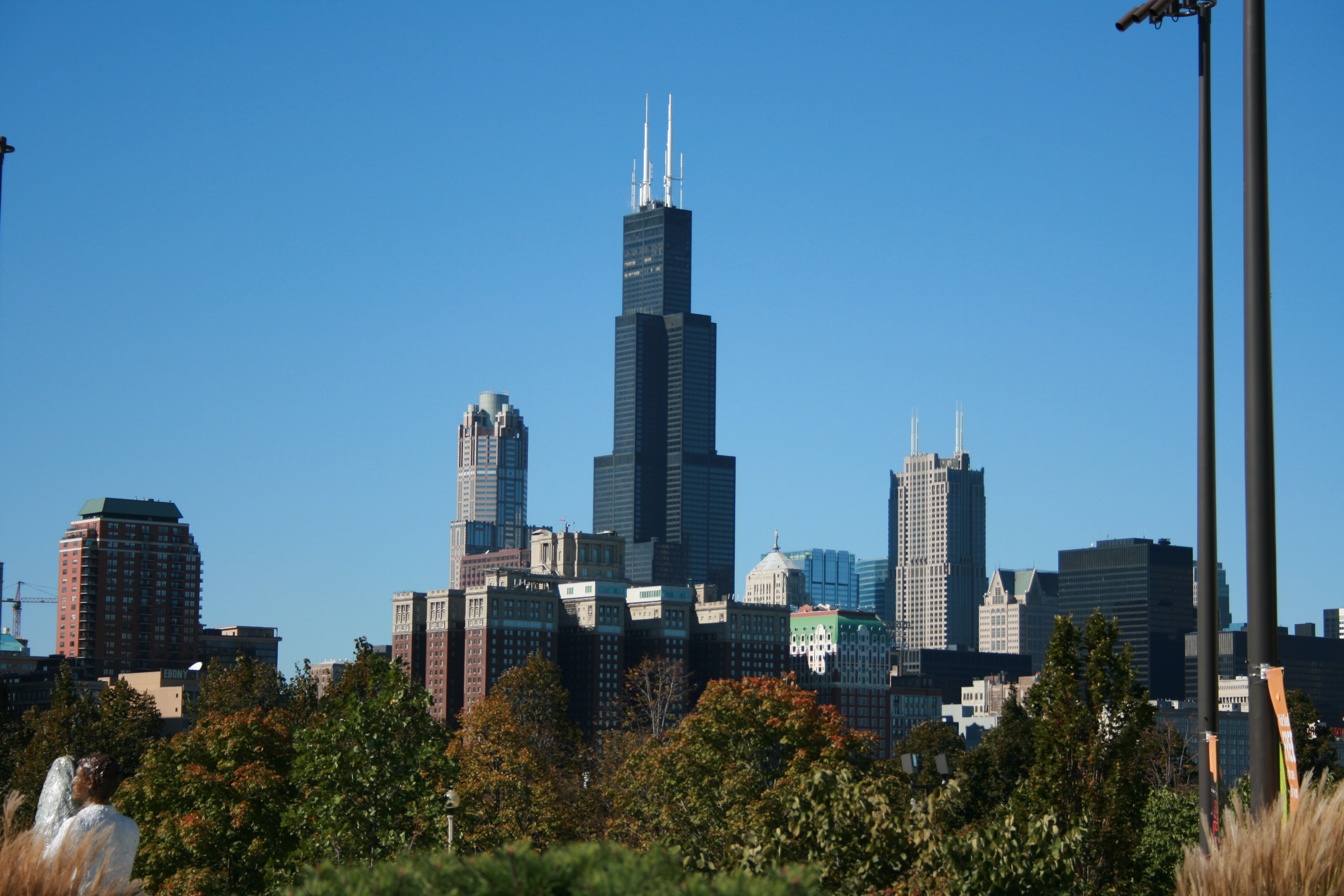
Willis Tower, nepřehlédnutelná dominanta Chicaga

Mrakodrap je po střechu vysoký 442 metrů (přesně 441,96 m nebo 442,14 m), což je uznaná tzv. architektonická výška. Se západní anténou sahá do výše 527 metrů (dle jiných zdrojů až 529,5 m). Dosahuje hmotnosti celkem asi 222 500 tun. Budova je tak velká, že má své vlastní PSČ: 60606. Podlahová plocha budovy je 416 000 m2 (jako 78 hřišť na americký fotbal, nebo přibližně 57 hřišť na mezinárodní fotbal), z toho 353,961 m2 je určeno k pronájmu. 
Pracuje v ní přibližně 10–15 000 zaměstnanců z více než 100 různých podniků a dalších 25–50 000 lidí ji denně navštíví. Kromě kancelářských prostor třídy „A“ disponuje prodejnami, veřejnými službami i zdravotnickým zázemím. Nachází se v ní celkem devět jídelen (k roku 2004) a během 30 let kuchyně vydaly více než osm miliónů jídel.

### Podlaží
Willis Tower má 108 poschodí (teoreticky 110 podlaží, pakliže přičteme hlavní střechu a střechu mechanické buňky mezi anténami, kde parkuje čisticí plošina, a z toho ještě 3 podzemní podlaží). Nejvyšší lidmi užívané 103. patro (observatoř) se nachází ve výšce 413 metrů (přesně 412,4 m) a podlaha konečného 108. patra, v němž se nachází technologické zařízení, leží ve výšce 436 metrů (přesně asi 436,16 m) nad zemí. 
Pro vertikální přepravu je zde k dispozici 104 výtahů (více v podkapitole Výtahy a eskalátory), 14 eskalátorů nebo celkem 2 232 schodů až na střechu (např. do 103. (105.) podlaží by bylo zapotřebí zdolat 2 109 schodů). Takzvané sky lobby se nachází na 33/34 a 66/67 podlaží.
Výška jednoho podlaží je 4,26 m, ale průměrná výška stropu typického kancelářského podlaží je 2,63 m, protože zbytek zabírá rozličná mechanika (vedení pro topení a chlazení) a elektrické systémy.

### V současném žebříčku
K únoru 2022 je stále nejvyšším mrakodrapem v Chicagu (49 let), třetím nejvyšším mrakodrapem Spojených států amerických, po One World Trade Center a Central Park Tower, a 25. nejvyšším na světě (na základě architektonické výšky, ke které se jeho anténní soustava nezapočítává – s ní sahá do výše 527 metrů, dle jiných zdrojů až 529 m).

## Konstrukce, bezpečnostní a technologické vybavení

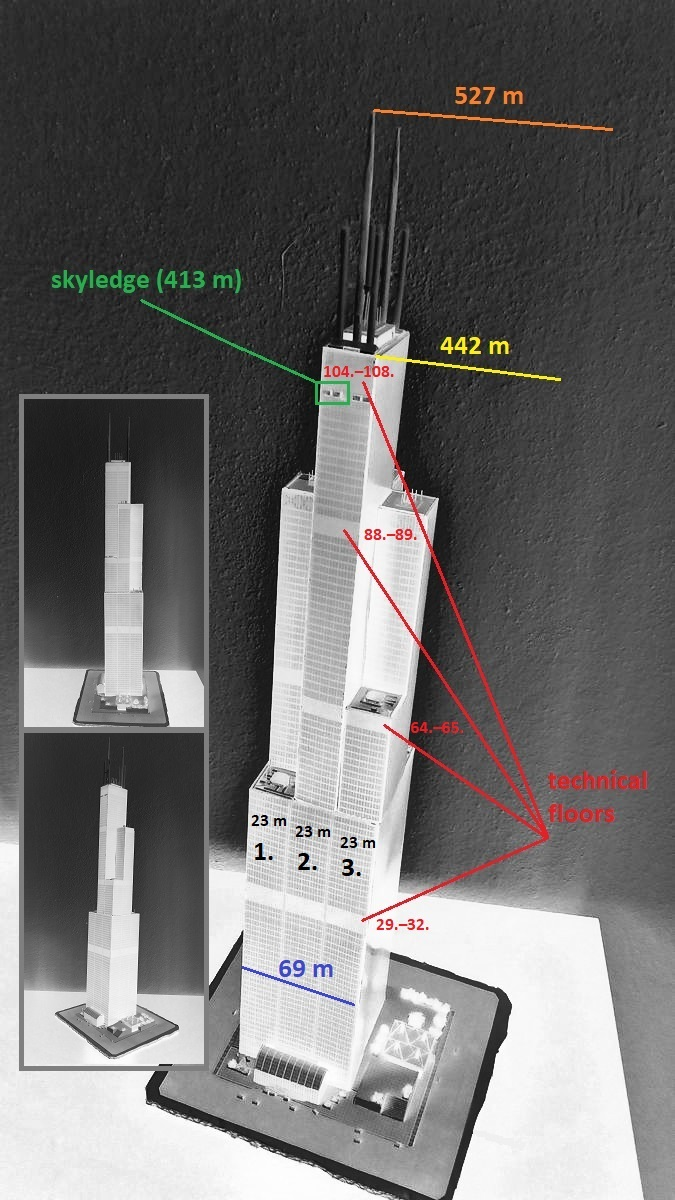
Modře – délka strany čtvercového půdorysu; černě – tři tubusy (uskupeny v konfiguraci 3 × 3) o rozměru 23 × 23 m; červeně - technická podlaží a konkrétní patra; zeleně – prosklené kukaně vysunuté z fasády ve výšce 413 m nad zemí (observatoř); žlutě - výška po střechu (architektonická výška); oranžově – výška budovy po vrchol západní antény

Na stavbu bylo spotřebováno přibližně 69–76 000 tun oceli (tolik, kolik by vystačilo na výrobu 52 000 osobních automobilů). Hlavní konstrukce (skelet) je tedy ocelová, čímž se Willis Tower stává nejvyšší obytnou stavbou tohoto typu. Moderní výškové budovy kombinují ocel a beton.
Budovu tvoří soubor devíti autonomních tubusů o rozměrech základny 23 × 23 m (dle různých zdrojů přesně 22,86 m nebo 23,01 m), po jejichž obvodu jsou rozmístěny sloupy, které jsou od sebe vzdáleny 4,57 m. Tubusy jsou uskupeny v konfiguraci 3 × 3 (po třech řadách po třech) a tvoří čtvercovou základnu s délkou strany 69 m. Dosahují různých výšek a tvoří tak vertikální členění budovy, které přímo závisí na konstrukčním řešení, jenž se zdá být ideální pro vzájemnou součinnost konstrukčních prvků při absorbování jak vertikálního zatížení, tak horizontálních sil vytvářených větrem. Jedná se o tzv. strukturální systém – prakticky 9 samotných věži (hranolů) svázaných dohromady a tvořící jednotný pevný celek – dva čtvercové hranoly sahají do 50. patra, dva do 66. patra, tři do 90. patra a poslední dva dosahují vrcholu budovy (nad tuto úroveň vystupují dvě antény). Architektonické vyznění je tedy dáno konstrukčním uspořádáním, které je zvenčí patrné. Horizontální černé pásy obslužných podlaží značí rozložení objemu (tzv. větrací rolety). Vkládané jsou vždy po 99,97 metrech, tj. patro 29.–32., 64.–65., 88.–89. a 104.–108.. V těchto podlažích nalezneme elektrické rozvodny, vodovodní a vzduchotechnické systémy a motory výtahů. Na třech nejvyšších podlažích (106.–109.) se nachází čtyři obrovské chladicí věže. Propracovaný vzduchotechnický systém chladí, hřeje, filtruje a cirkuluje vzduch v celém prostoru budovy. Vzduchotechnické potrubí pod podlahami zahrnuje rezervní kapacity pro uložení nových technologií.
K roku 2004 mrakodrap pojmul 69 201 km telefonních kabelů, 40 000 km potrubí (8× šíře celého USA), asi 943 či 992 toalet, 796 umýváren (umyvadel a vodovodních baterií se sníženým průtokem vody), nebo 145 000 svítidel a další elektroinstalace (jen za elektřinu se zaplatí miliony dolarů ročně). Měsíčně „spolkne“ přes 20 000 dolarů za vodu a zhruba 360 miliónů litrů vody spotřebuje za jeden rok, avšak spousta vody putuje do titanových nádrží, které pomáhají udržovat přijatelnou teplotu uvnitř mrakodrapu. Jeho elektroinstalace by stačila k napájení většího města (o hustotě cca 35 000 obyvatel). Úklidové čety, které se přes noc starají o pořádek a čistotu v budově, měsíčně spotřebují přes 86 000 pytlů na odpadky, 400 nástavců na mopy a více než 1800 litrů čisticích prostředků.

#### Lokomoce

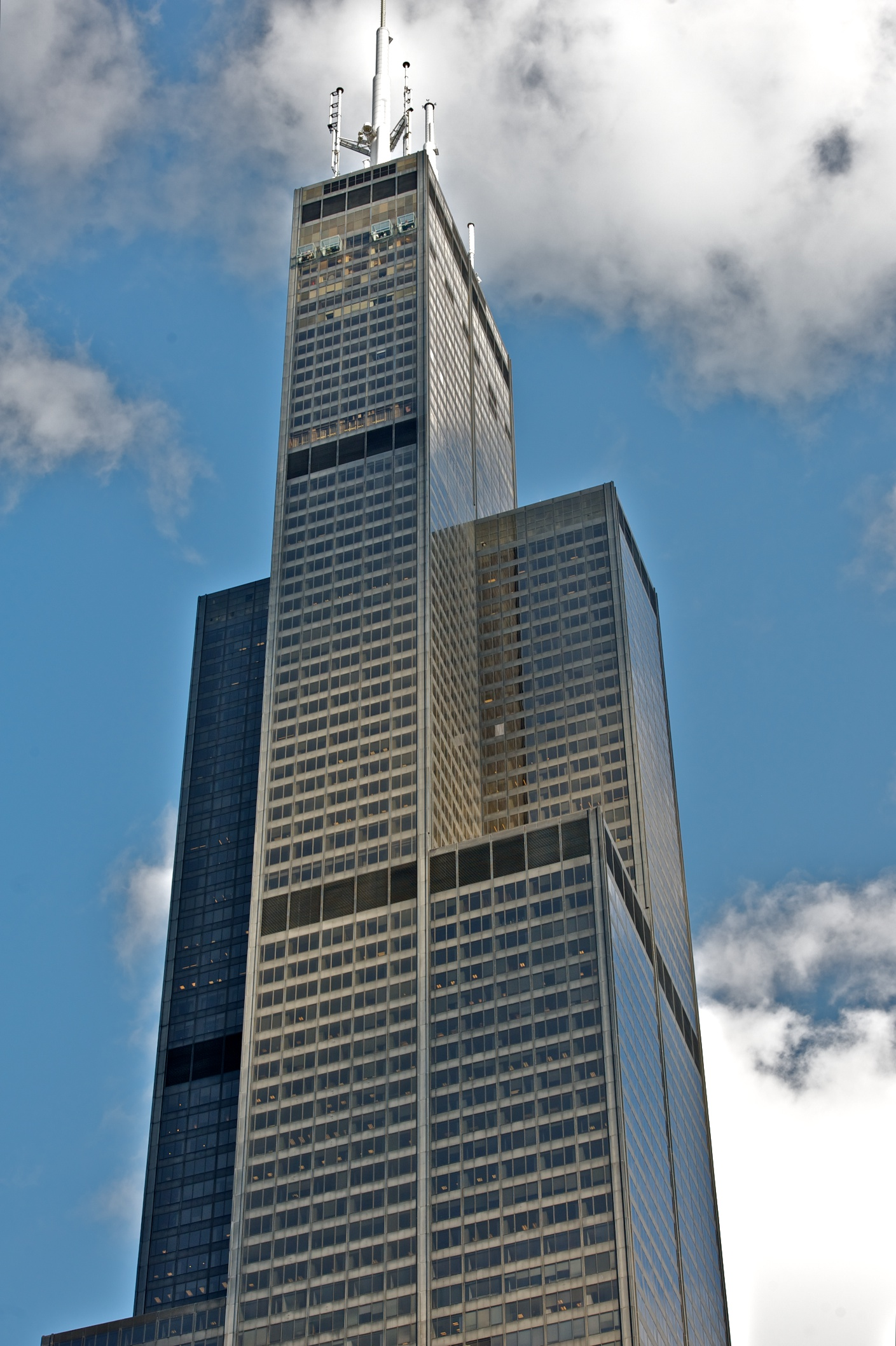
Fasáda mrakodrapu. Nahoře jsou vidět čtyři prosklené kukaně

Mrakodrap nestojí rovně (svisle). Kvůli excentrickému zatížení je tlak na sloupy na západní straně větší než tlak na východní sloupy, a budova se tak naklání o 15 cm směrem na západ. Nejenže se naklání, ona se také kymácí. Je ovšem navržena tak, aby se mohla vychýlit téměř o jeden metr (asi o 90 cm). Zcela běžně se vychyluje 20 cm od osy, kvůli silným bouřím, které sem několikrát ročně dorazí od Michiganského jezera (vítr o rychlosti až 80 km/h). Účinky pociťují hlavně nájemníci v nejvyšších patrech mrakodrapu, v jejichž kancelářích se může následkem toho samovolně pohybovat nábytek (např. kancelářské židle). Pohyb budovy může být při silných větrech slyšitelný (skřípavý či vrzavý zvuk, podobný tomu, který vydává lodní paluba).

### Fasáda (plášť)
Fasádu tvoří kombinace eloxovaného hliníku a prosklených panelů – dohromady více než 16 000 (přesně asi 16 100) bronzově tónovaných oken.

#### Čistění oken
Osmkrát ročně ji čistí šest automatických okenních robotů (neboli plošin, každá o hmotnosti 2268 kg); dva jsou na úrovni 50. patra, dva na úrovni 66., jeden na úrovni 90. a poslední je umístěn na střeše budovy na pomyslném 109. patře, kde jsou zaparkovány v „garážích“ (v řadě kruhových krytů a v nejvyšší obdélníkové buňce mezi anténami, v tzv. penthousu). Roboti se pohybují po fasádě díky kolejím do ni vsazených, které jsou zvenčí viditelné (úzké štěrbiny kolem oken). Vždy přítomný technik nejprve umístí spouštěcí stroj s robotem na okraj střechy a ten se pak spustí směrem dolů. Jede po své dráze až téměř k zemi a pohybuje se rychlostí 13,7 m/min (0,82 km/h). Čisticí robot nejprve nanese vodu a mycí prostředek, poté každý panel (sklo i hliníkové části) vykartáčuje a odstraní nečistoty, a nakonec špinavou vodu vysaje. Po vyčistění se robot vrátí po stejné dráze zpátky na střechu, kde jej technik nastaví k dalšímu sloupci oken a opět spustí. Pokud vane vítr o rychlosti větší než 50 km/h, mytí fasády je pozastaveno.

### Bezpečnostní opatření

#### Po teroristických útocích z 11. září
Po útocích z 11. září 2001 došlo v budově k řadě úpravám. V reakci na to, co se přihodilo mrakodrapům v New Yorku, byla vybavena rentgenovými rámy s detektory kovů a instalováno bylo více než 135 bezpečnostních kamer (uvnitř i zvenčí). Všudypřítomná je bezpečnostní služba – security, nepřetržitě 24 hodin denně schopná ihned zasáhnout. V nejnižších podlažích, u celkem 18 překladových ramp, se pečlivě přebírá a kontroluje veškerý materiál, který do budovy přichází. Za den se odbaví 150 až 175 nákladních vozů. Na přítomnost výbušnin upozorní speciálně vycvičení psi, kteří dokážou rozpoznat řadu výbušných látek. Na vše dohlíží kontrolní středisko (či velitelské centrum), odkud lze dálkově ovládat všechna zařízení, jehož přesná poloha je přísně tajná. Monitorovány jsou všechny systémy, které udržují budovu v chodu.

#### Protipožární ochrana
Konstrukce mrakodrapu je vyrobena z ohnivzdorné oceli. Interiér je vybaven citlivými detektory kouře a v případě zadýmeni v kterémkoli místě mrakodrapu detektor ohlásí počítači v příkazovém centru konkrétní zdroj kouře (patro, místnost), který zaktivuje výfukový systém (sníží proud vzduchu), aby nevznikl požár. Pokud požár přece jen vypukne, budova je vybavena samočinným hasicím zařízením na každém patře, přestože to tehdejší předpisy nevyžadovaly – 40 000 sprinklerů za cenu čtyři miliony amerických dolarů. Pro případnou evakuaci jsou k dispozici celkem čtyři úniková schodiště.
K izolaci nebyl použit azbest, ačkoli byl v 70. letech běžný. Dnes by však musel být z budovy odstraněn, a to kvůli vedlejším karcinogenním účinkům (podobně, jako k tomu mělo dojít u dvojčat Světového obchodního centra), což by bylo velmi nákladné. Tomu se tedy inženýři prozíravě vyhnuli.

### V podzemí
Pod budovou jsou umístěny dva velké záložní 16válcové diesel-generátory o výkonu 2100 kW, které by byly použity v případě výpadku proudu k napájení požárního a život ochraňujícího zařízení. Bez externí dodávky elektřiny by mohla vydržet až čtyři dny. V suterénu se nachází také zimotvorné zařízení, které zajišťuje klimatizaci budovy. V jednom podlaží má až 63 300 kW chladicího výkonu, potřeba však není nikdy více než polovina. Tyto kolosy a další rozvody v podzemí budovy jsou zářným příkladem filozofie, s níž byla stavba projektována – čím více, tím lépe. Svědčí to o prozíravosti stavitelů, protože tato a další opatření (viz odstavec výše) už dokázala ušetřit miliony dolarů a s postupem času se vyplácí i další modernizace a inovace.

### Výtahy a eskalátory
Výtahy ve Willis Tower jsou jedny z nejrychlejších na světě. V budově se nachází celkem 104 výtahů, z toho 14 (nebo 16) dvoupodlažních výtahů jezdících do úrovní sky lobby – 33/34 a 66/67 podlaží, 2 rychlovýtahy a 6 nákladních výtahů. Většina výtahů je pak jednopodlažních lokálních, které jezdí maximálně osm pater. Dodala je firma Westinghouse, modernizovala společnost Schindler Group a posledně renovovala společnost Otis Worldwide Corporation (viz níže). 
Dva bezesporu nejvytíženější tzv. skydeck výtahy jezdí bez zastávky přímo do 103. patra, kde se nachází observatoř. Jsou to nejrychlejší výtahy v budově, které urazí dvě patra za sekundu – na vyhlídkovou terasu za 45–70 sekund v rychlosti více než 500 m/min (udává se až 9,14 m/s neboli 548 m/min, tj. zhruba 28–32,9 km/h). Za 30 let služby urazily dohromady více než 3 miliony km. V kabině se lidé během jízdy baví krátkou videoprojekcí (jeden klip cestou nahoru, druhý cestou dolu). 
Občas se nějaký výtah porouchá, asi 3krát do měsíce, a pasažéři se zaseknou v patře. Osvobozeni jsou obvykle do 15 minut. Pokud vane vítr o rychlosti asi 90 km/h, což se stává zhruba 3krát do roka, z bezpečnostních důvodů jsou nejrychlejší výtahy zpomaleny nebo zcela mimo provoz.
V budově se nachází také 14 eskalátorů.

#### Modernizace výtahů (2018)
V rámci probíhající renovace za 500 milionů dolarů (viz Přestavba náměstí) dochází od roku 2018 k průběžné modernizaci nejdůležitější výtahové sítě, – systému, který je denně vytížen více než 40 000 jízdami. Americká společnost Otis Worldwide Corporation (dříve Otis Elevator Company, zkráceně OTIS) se postará o každý z 97 osobních výtahů, o jejich dohromady 103 km dlouhý systém kabelů a všechny související mechanické a řídicí jednotky. Modernizace výtahů má zajistit kratší dobu jízdy o 30 % a nižší spotřebu energie o 35 %. Jedná se o vůbec první komplexní rekonstrukci výtahů od roku 1973, kdy byl mrakodrap postaven. Očekává se, že složitá inovace bude hotová nejdříve za 5 let.

### Observatoř
Vyhlídková terasa SkyDeck Chicago se nachází na 103. podlaží, ve výšce téměř 413 metrů (412,39 m z úrovně ulice Wacker Drive) nad zemí. Jedná se o nejvyšší vyhlídkové patro na západní polokouli (k roku 2022; doposud vyšší měla jen Jižní věž Světového obchodního centra, která se chlubila otevřenou střešní terasou ve výšce 420 metrů). Během pěkného letního dne ji navštíví až 8000 lidí, za rok průměrně 1,3–1,6 milionu lidí. Může z ní být vidět do vzdálenosti 64 až 80 km. Spatřit lze stadion Soldier Field, mrakodrap John Hancock Center, jezero Michigan a za jasného dne až čtyři různé státy: Illinois, Indianu, Wisconsin a za jezerem stát Michigan. 
V červnu 2009 byly otevřeny čtyři prosklené kukaně (skyledge) vyčnívající z průčelí. Jsou zhruba o 1,3 metru vysunuté ven z fasády a poskytují nevšední zážitek z výšky. Vyrobené jsou z bezpečnostního třívrstvého skla silného 3,81 cm – jde o tepelně napuštěné tvrzené vrstvené čiré sklo s nízkým obsahem železa a dlouhou životností, které dodala a instalovala chicagská společnost MTH Industries. Za návrhem stojí samotné architektonické studio SOM a stavební inženýrská agentura Halcrow Yolles (Halcrow Yolles Engineering Inc.). Kukaně lze zatáhnout dovnitř budovy, aby mohl mycí robot vyčistit fasádu a nic mu při tom nepřekáželo v cestě.
 

Brzy, po této poutavé modernizaci, byl zaznamenán nárůst návštěvníků; z původního asi 1 milionu na 1,5 milionu pro rok 2012, a roční příjem se zvedl o cca 10 milionů dolarů. V letech 2014 a 2019 došlo k drobným závadám a musela se skla vyměnit (více viz Mimořádné události).

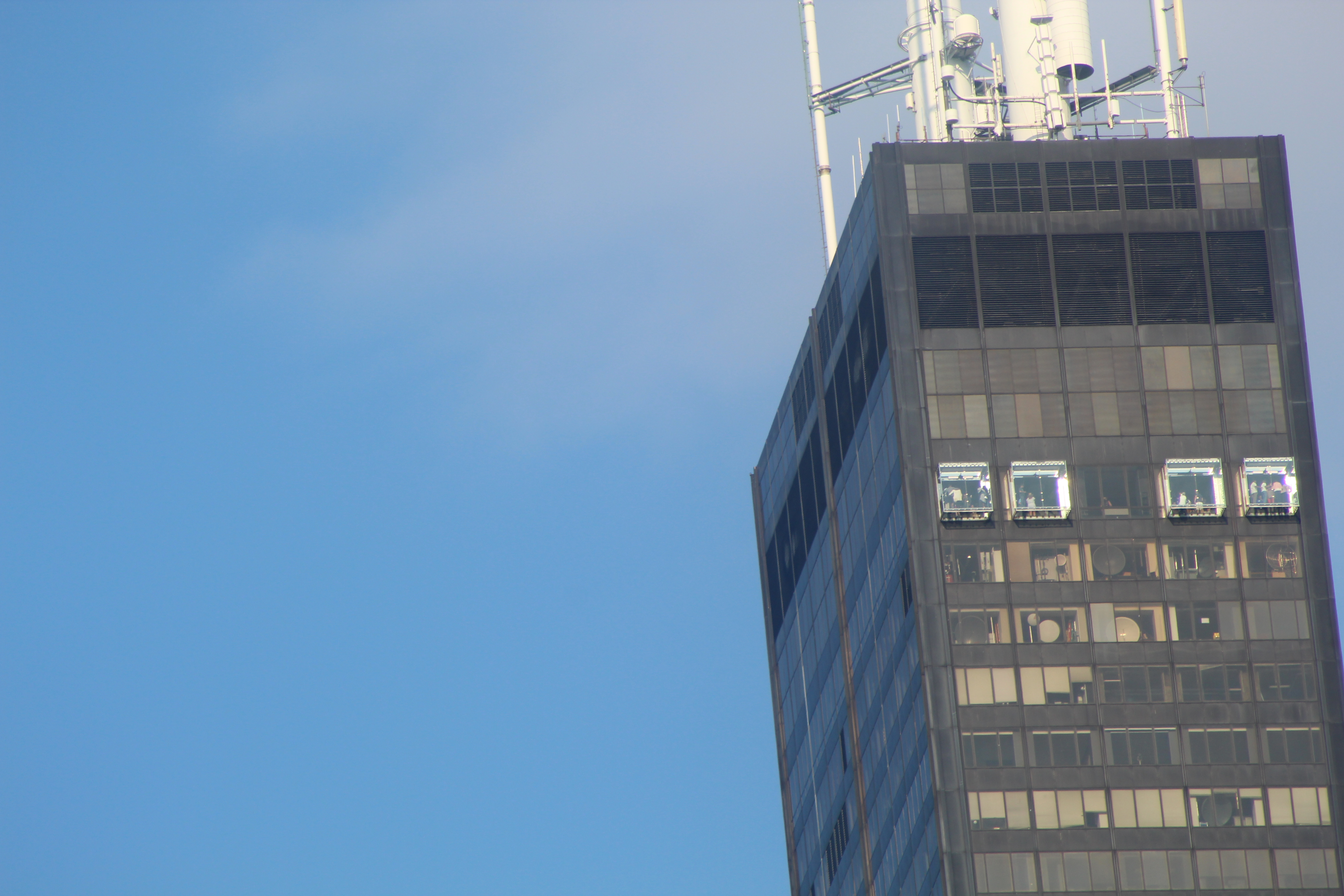
V roce 2009 byla observatoř obohacena o čtyři prosklené kukaně vysunuté ven z fasády, které nabízí nevšední zážitek z výšky (412,4 m)
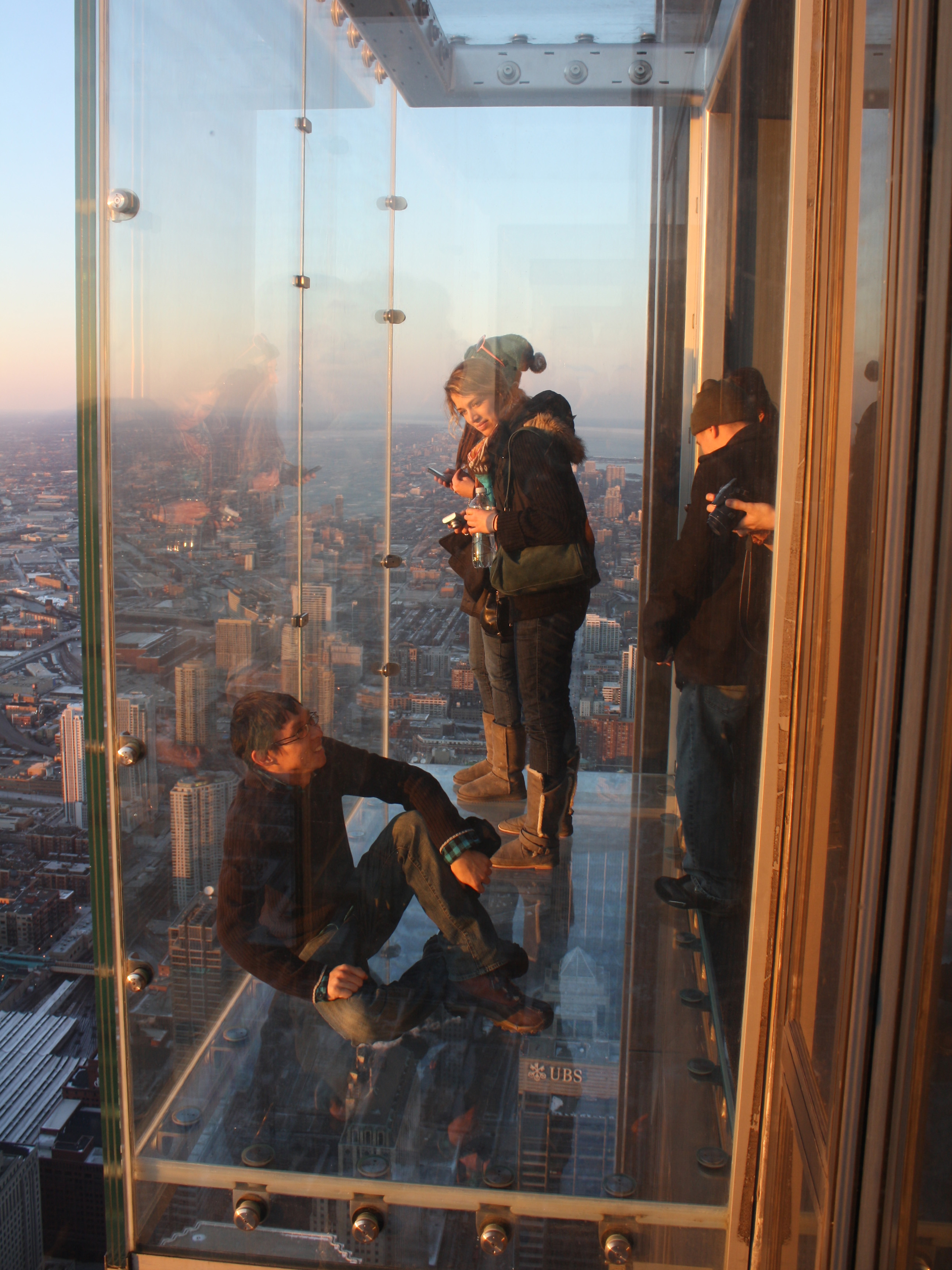
Kukaň z boku
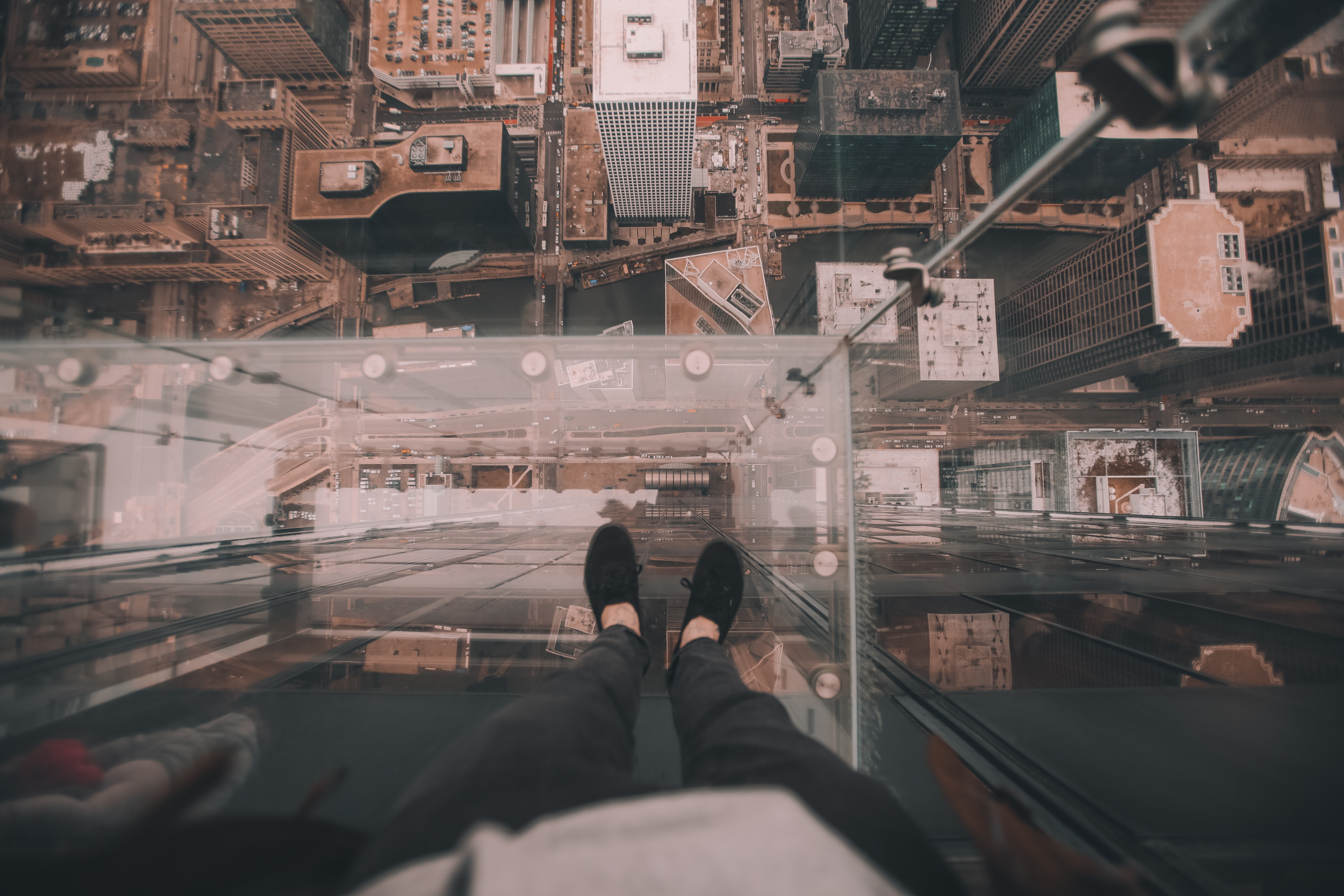
Uvnitř kukaně
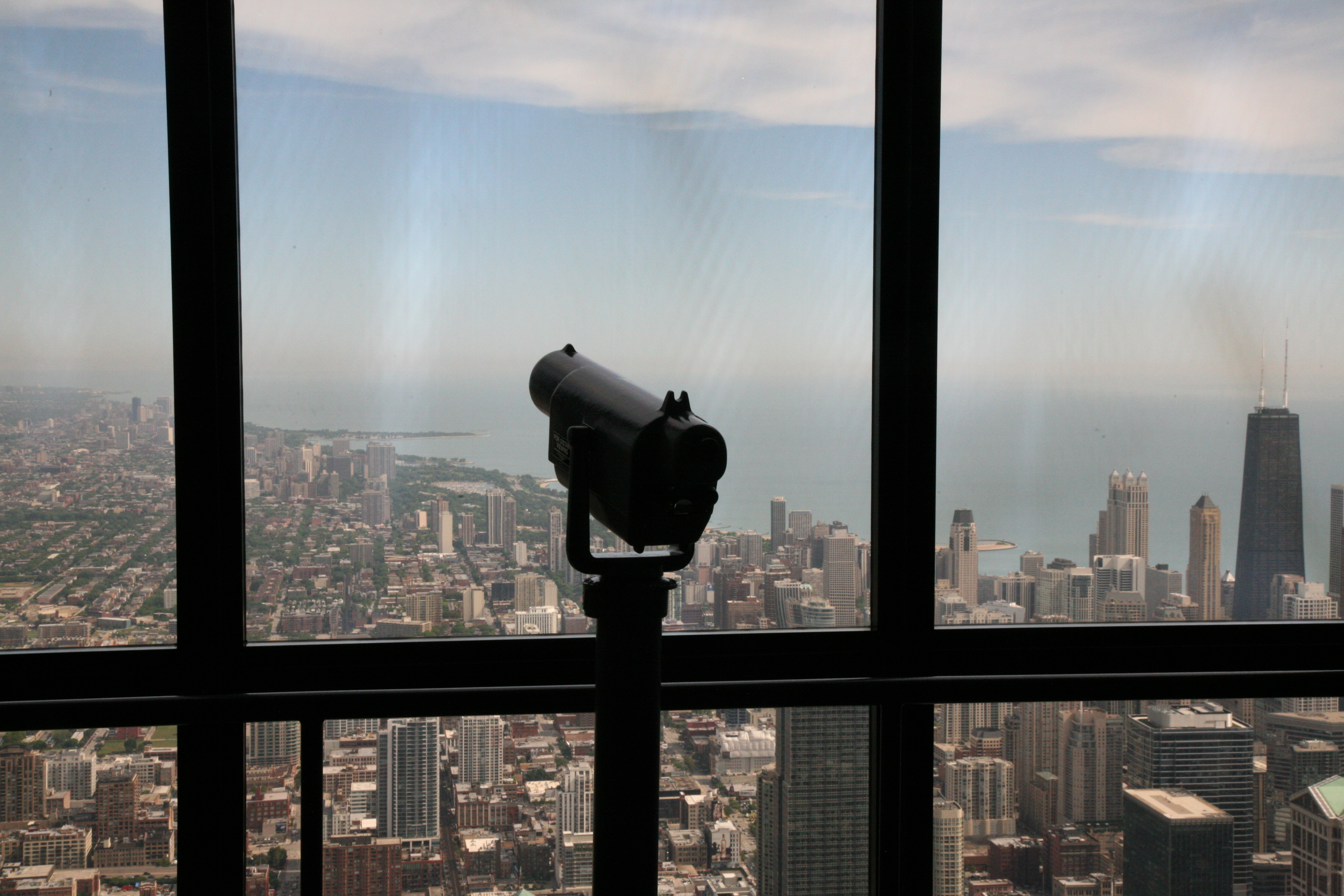
Uvnitř observatoře (vpravo lze vidět tyčící se John Hancock Center)
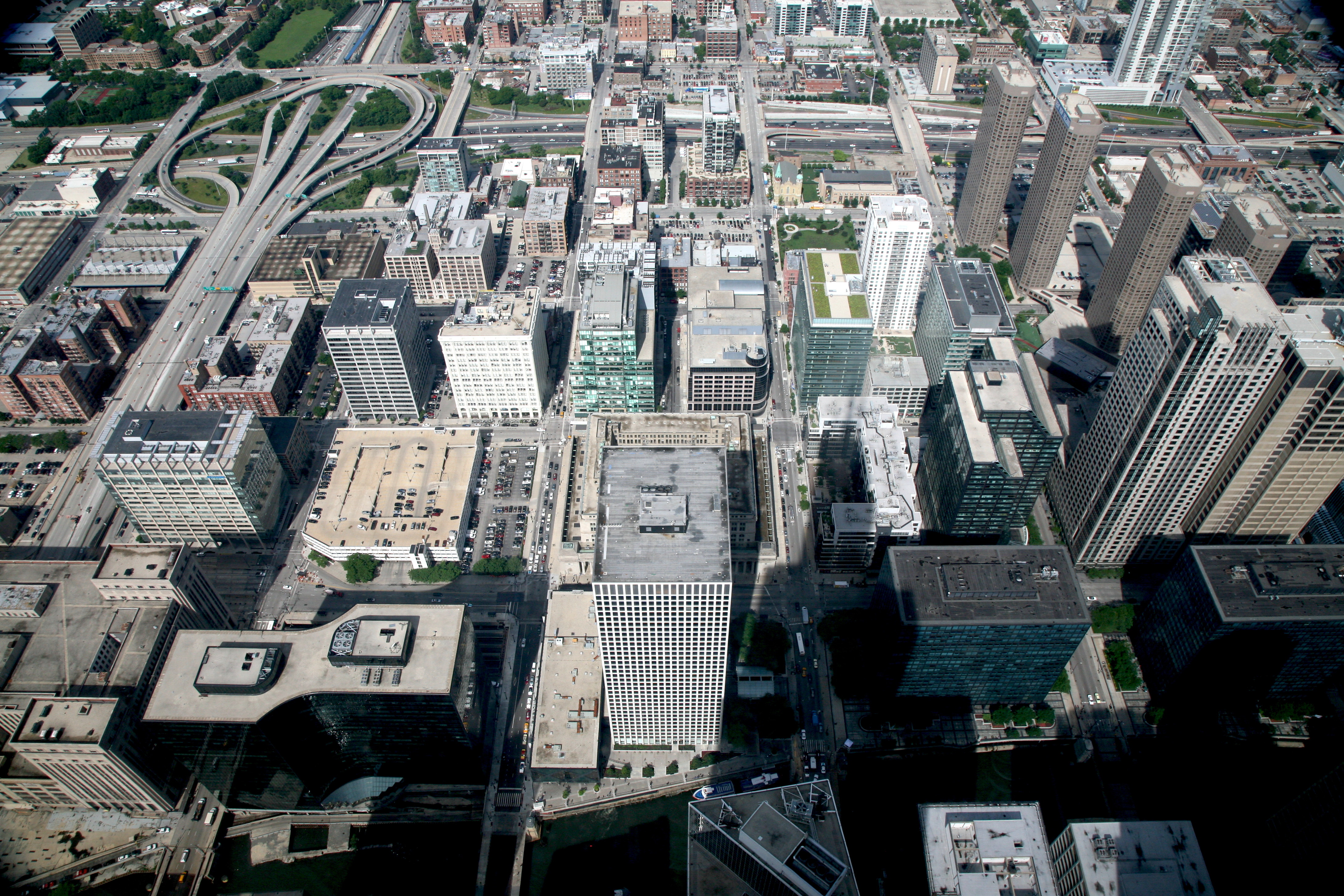
Výhled z úrovně observatoře (2010)
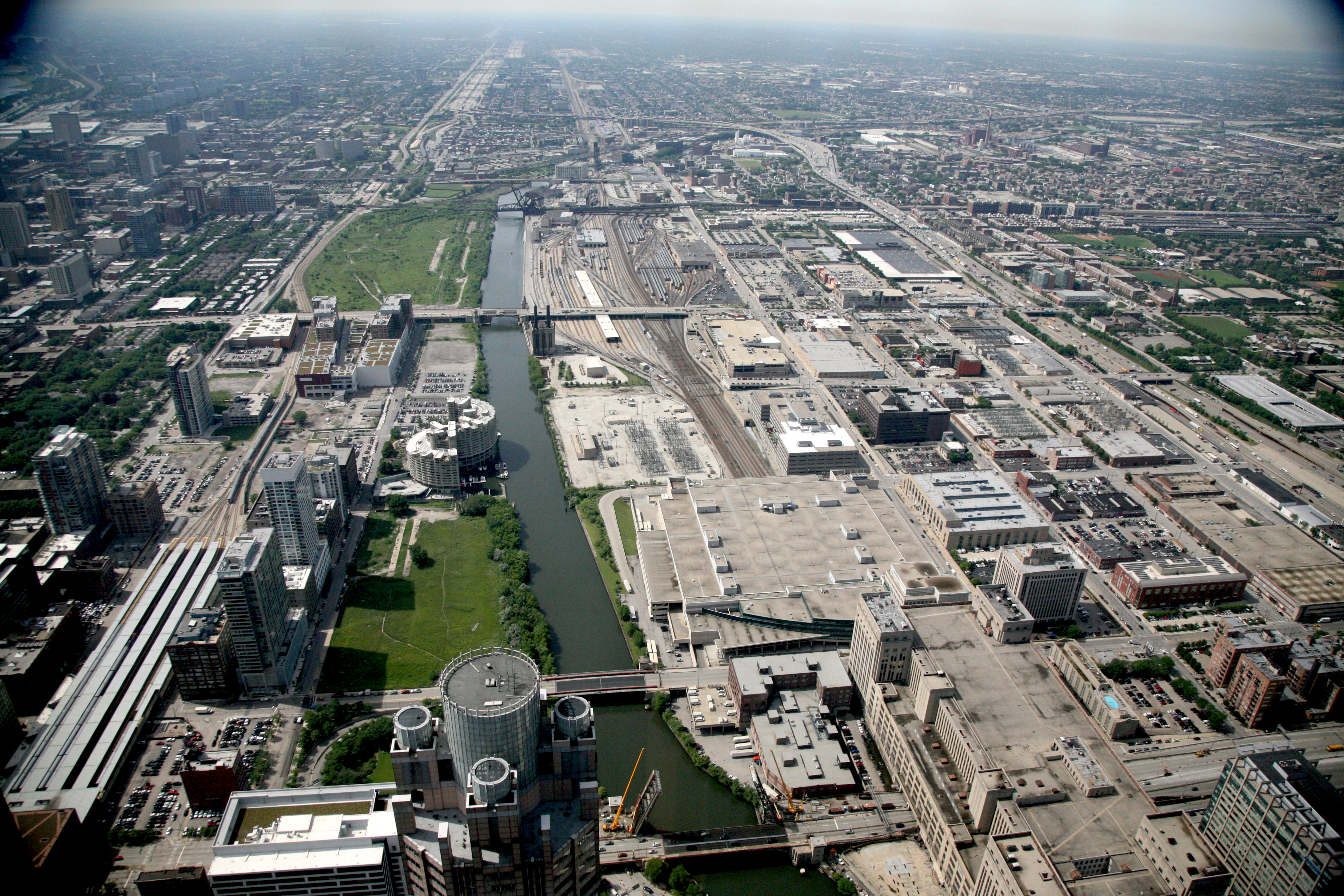
Výhled z úrovně observatoře (2010)

### Anténní soustava
Ze střechy nejvyššího chicagského mrakodrapu se zvedají dvě obrovské antény (označované jako východní a západní), které byly nainstalovány v roce 1982. Dohromady vytváří největší vysílací (anténní) soustavu ve Spojených státech. Přenášejí signál více než 30 televizních a rozhlasových stanic. Jejich podpůrný systém prochází budovou dolů až do stého patra. Jsou navrženy tak, aby přečkaly vítr o rychlosti 240 km/h, tedy hurikán čtvrté kategorie. Pilotům letadel dávají o své pozici vědět světelnou signalizací, blikáním v intervalu 40krát za minutu, které je viditelné z velké vzdálenosti. Každých 18 měsíců se provádí údržba (výměna) světel. Na podzim 1995 byl zahájen program sezónního osvětlení, střecha mrakodrapu tak na sebe upoutává pozornost při různých svátcích nebo vnitrostátních událostech, podobně jako Empire State Building. Dne 8. března 2000 byly na střechu nově připojeny čtyři kombinované antény, aby vyhověly rostoucím požadavkům digitalizace (HDTV – televizní přenos ve vysokém rozlišení). Západní byla 4.(5.) června 2000 vyvýšena o sedm metrů, kvůli modifikaci televizní stanice NBC. Spolu se západní anténou budova sahá do výšky až 527 metrů (přesně 527,2 m nebo 527,3 m, dle jiných zdrojů až 529,5 m). Ta se ale k architektonické výšce, která je v rámci předhánění budov rozhodující, nezapočítává, protože byla instalována mnohem později, než probíhala výstavba samotného mrakodrapu.

## Věž jako gigantický „strom“

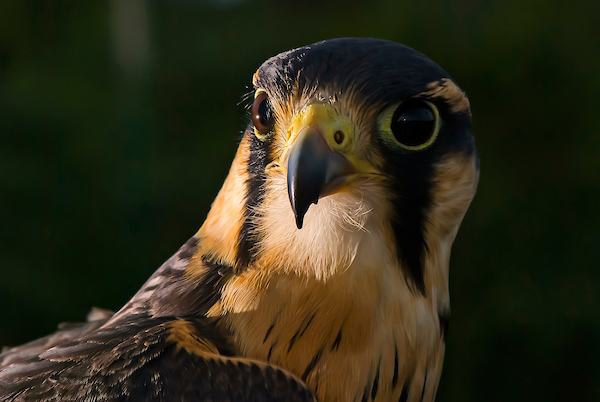
Introdukovaný sokol stěhovavý (Falco peregrinus) využívá mrakodrap jako by byl obrovský strom

Kvůli kdysi přemnoženým holubům byli do ulic Chicaga vypuštěni sokoli stěhovaví (Falco peregrinus), pro které je dnes Willis Tower jakýmsi gigantickým „stromem“ a často ho osídlují (i zde hnízdí). Z nejvyšších pater mají dokonalý výhled na ulice pod sebou, díky čemuž snadněji spatří potenciální kořist.

## Úroveň udržitelnosti
Mrakodrap je držitelem certifikace LEED Platinum (nejlepší možné), kterou mu udělila nezisková organizace US Green Building Council (USGBC) hodnotivší ekologické řešení staveb. Například instalací nového osvětlení se systémem tlumení se snížila roční spotřeba elektřiny o 34 %. Díky úspornému vodovodnímu systému ročně ušetří až 10 milionů galonů vody (cca 37 milionů litrů). Zavedený recyklační program, poprvé od roku 1993, ročně zachrání asi 3 500 stromů (za rok budova zrecykluje až 445 tun papíru), ale recykluje se třeba i elektronika (ročně 12–16 tun). K čištění interiéru a úklidu se používají ekologické prostředky (žádné tvrdé chemikálie). Nájemníci jezdící v hybridních vozech mají levnější parkovné, nebo si lze zapůjčit kolo a ušetřit tak ovzduší od smogu. Od roku 1987 navíc došlo ke snížení uhlíkové stopy o 51 milionů liber ročně (1 lb = 0,45 kg), což je ekvivalent výsadby 4,4 milionu stromů nebo o 4 418 méně aut každoročně na silnicích. To jsou hlavní důvody, proč je mrakodrap hrdým nositelem této „pečetě“.

## Mimořádné události

### 25. květen 1981 – první nepovolený výstup na střechu (Dan Goodwin)
Na Memorial Day (americký svátek, který lze přeložit jako „Den obětí války“) americký horolezec Daniel (Dan) Goodwin (*1955) v podomácku vyrobeném obleku Spider-Mana a s pomocí přísavek a horolezeckých háků vylezl po fasádě mrakodrapu až na střechu. Výstup mu trval dlouhých sedm hodin a musel čelit mnoha překážkám (zejména chladu a větru, byl poměrně větrný den). Zastavit se ho snažil i přivolaný hasičský sbor, ale neúspěšně. Když už byl s výstupem téměř u konce, připevnil do fasády několik metrů pod vrcholem americkou vlajku. Učinil tak na počest svého otce, který bojoval v korejské válce. Na střeše byl následně zatčen a později obviněn z přestupku. Goodwin uvedl, že důvodem, proč něco takového uskutečnil a riskoval tím své zdraví, bylo upozornit na nedostatky záchranné a hasičské techniky v případě takto vysokých budov. Chicagský tisk mu vynesl přezdívku „Spider Dan“.

### 20. srpen 1999 – druhý nepovolený výstup na střechu (Alain Robert)
Podobně jako v předchozím případě, francouzský horolezec Alain Robert vyšplhal po budově až na střechu, aniž by byl jištěný, a to jen s pomocí vlastních holých rukou a bosých nohou. Výstup mu trval něco málo přes hodinu. Nejprve se ho bezpečnostní služba snažila zastavit mycí plošinou, která mu měla zatarasit cestu, ale Robert se ji jednoduše vyhnul a pokračoval dál. Na střeše na něho čekala policie, která ho následně zatkla. Byl předvolán k soudu, nakonec však odešel jen s pokutou ve výši asi 2000 amerických dolarů. Dostal přezdívku „Spider-Man“.

### Červen 2006 – plánovaný útok na věž
Federální úřad pro vyšetřování (FBI) zatkl sedm mužů, kteří byli obviněni ze spiknutí s cílem zničit věž Willis Tower. Podle FBI tato sedmičlenná skupina militantů přísahala věrnost islamistické teroristické organizaci Al-Káidě a plánovala vyhodit budovu do povětří. Případ se dostal k soudu v říjnu 2007. Po třech procesech bylo v roce 2009 pět podezřelých odsouzeno. Údajný vůdce skupiny, Narseal Batiste, byl odsouzen k třinácti a půl letům vězení. V reakci na vnímanou hrozbu útoku tehdy největší nájemce, společnost Ernst & Young, na začátku roku 2009 vystěhoval své zaměstnance z budovy. (K podobným situacím docházelo i řadu let po teroristických útocích z 11. září. Lidé měli strach v takto vysoké budově pracovat.)

### 29. květen 2014 / 12. červen 2019 – závady na skle kukaně
Vrstvená skleněná podlaha jednoho z vysunutých balkonů ve výšce 412,4 m celoplošně popraskala, zatímco se řada návštěvníků kochala výhledem na město. Nedošlo k žádnému zranění a lidé nebyli ohroženi na životě (prasklina byla pouze povrchní a neovlivnila strukturální integritu kukaně). Povlak byl následně vyměněn. Ke stejné závadě a na úplně stejném místě došlo také 12. června 2019.

### 20. květen 2020 – zaplavení suterénu
Město Chicago zasáhlo silný déšť, jenž zvedl hladinu řeky a ta zaplavila tři suterénní podlaží, kde se nachází rozvodna, čímž vyřadila budovu z provozu. V důsledku výpadku proudu se celá budova zahalila do tmy a několik televizních a rozhlasových stanic přestalo vysílat.

## Další fotodokumentace

Tubusová konstrukce budovy
Willis Tower v porovnání s jinými stavbami
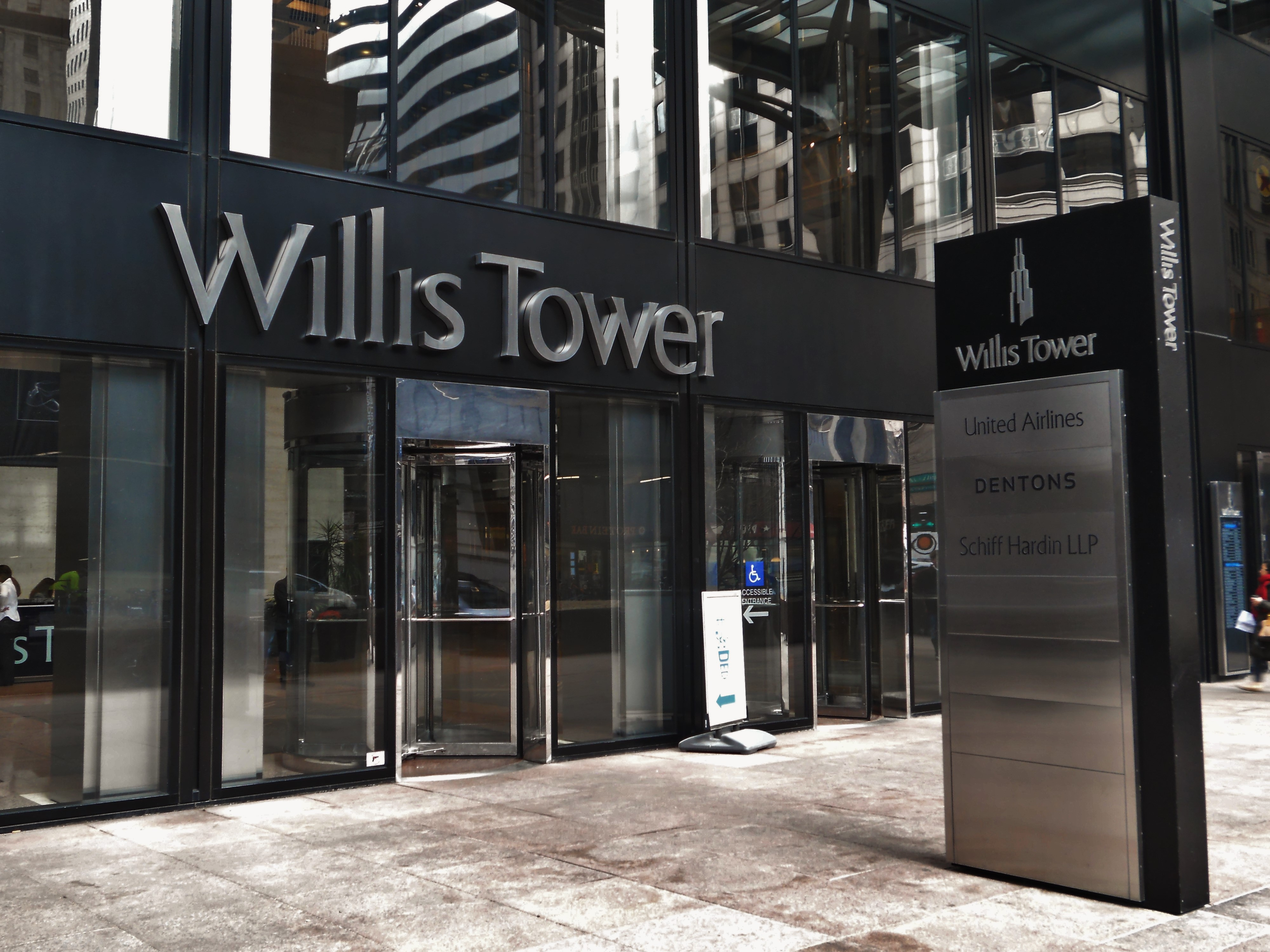
Vchod do budovy (2015)
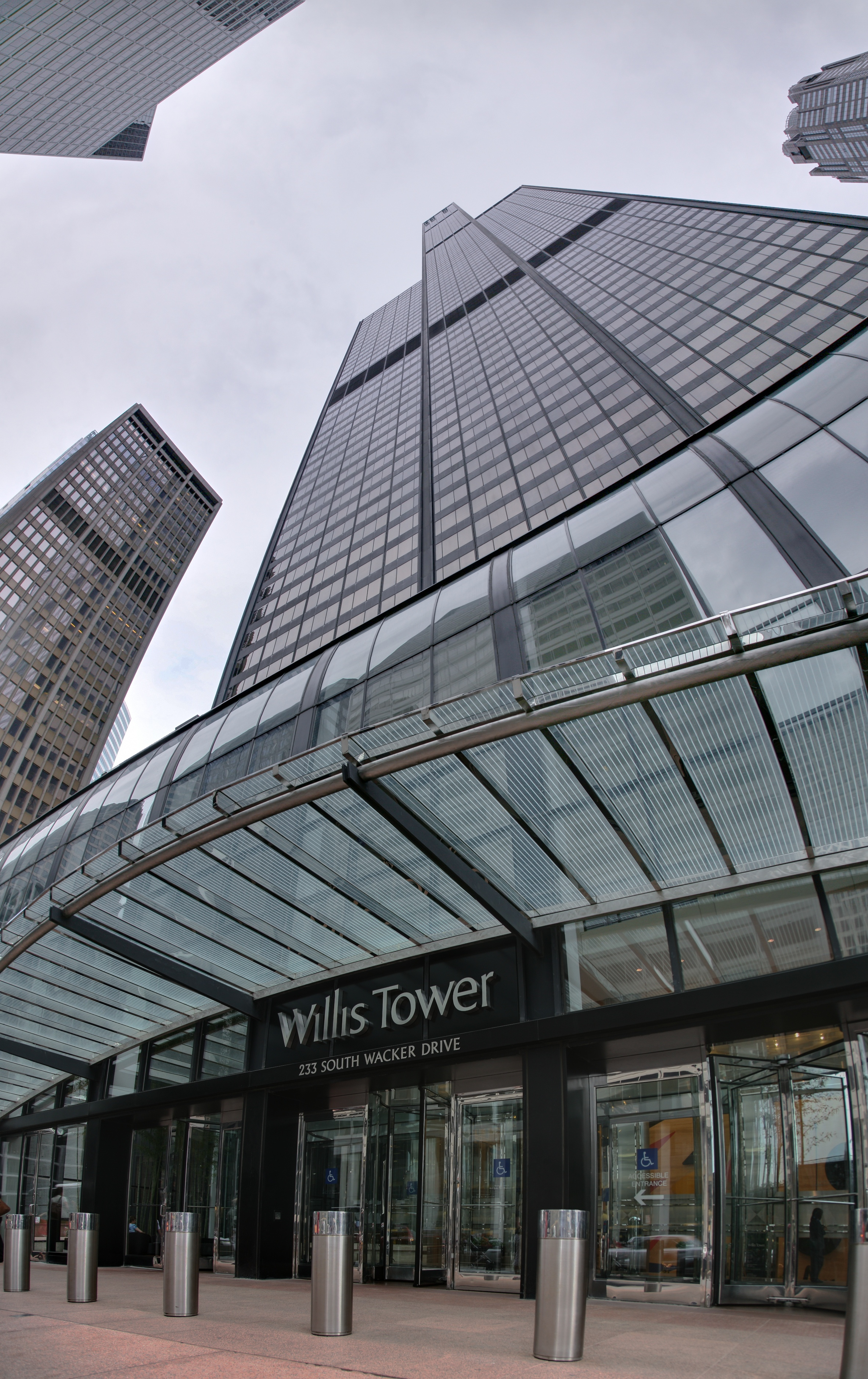
Vchod do budovy (2009)
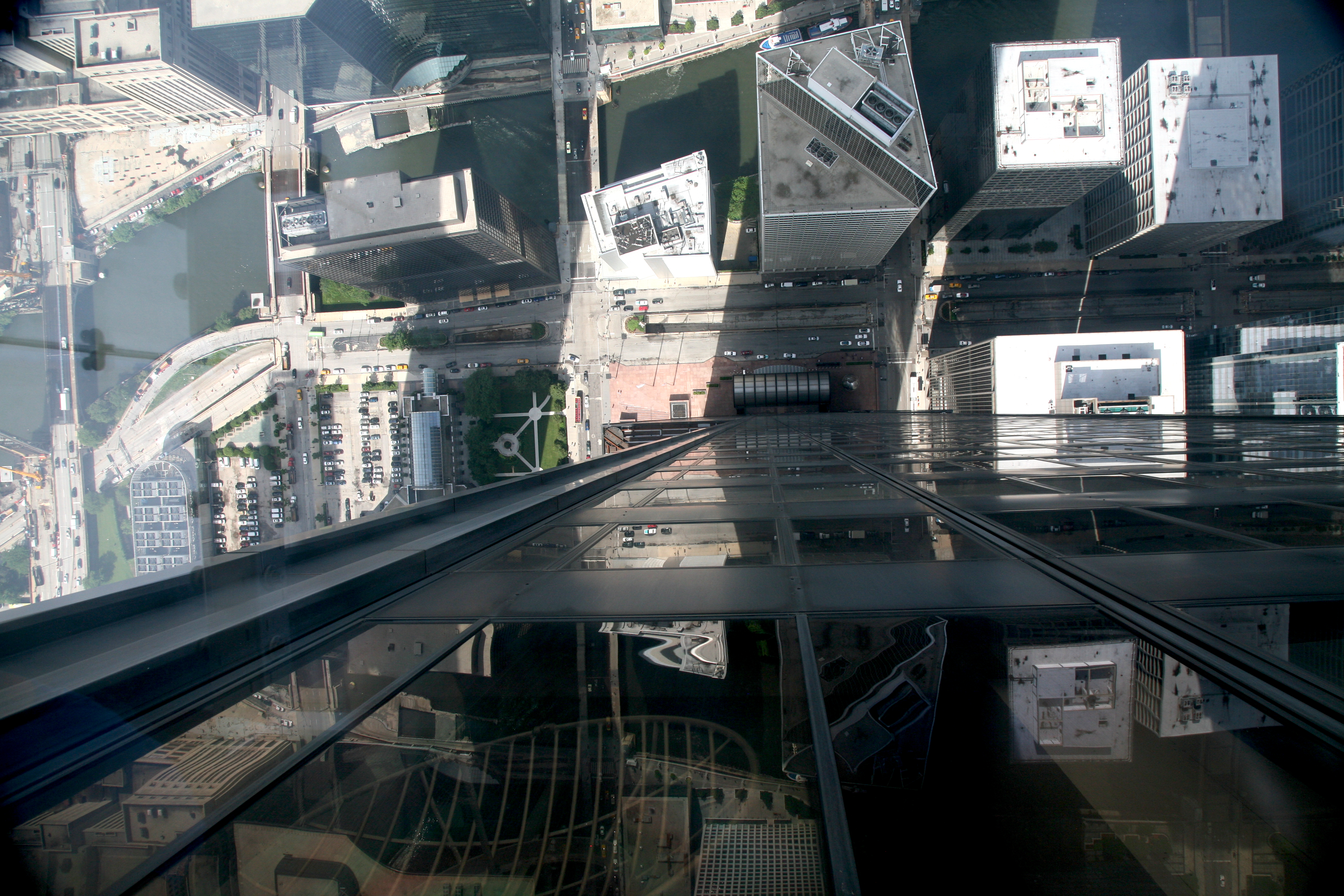
Vyhlídkové patro; pohled dolů z vysunuté prosklené kukaně ve výšce téměř 413 metrů nad zemí (2010)
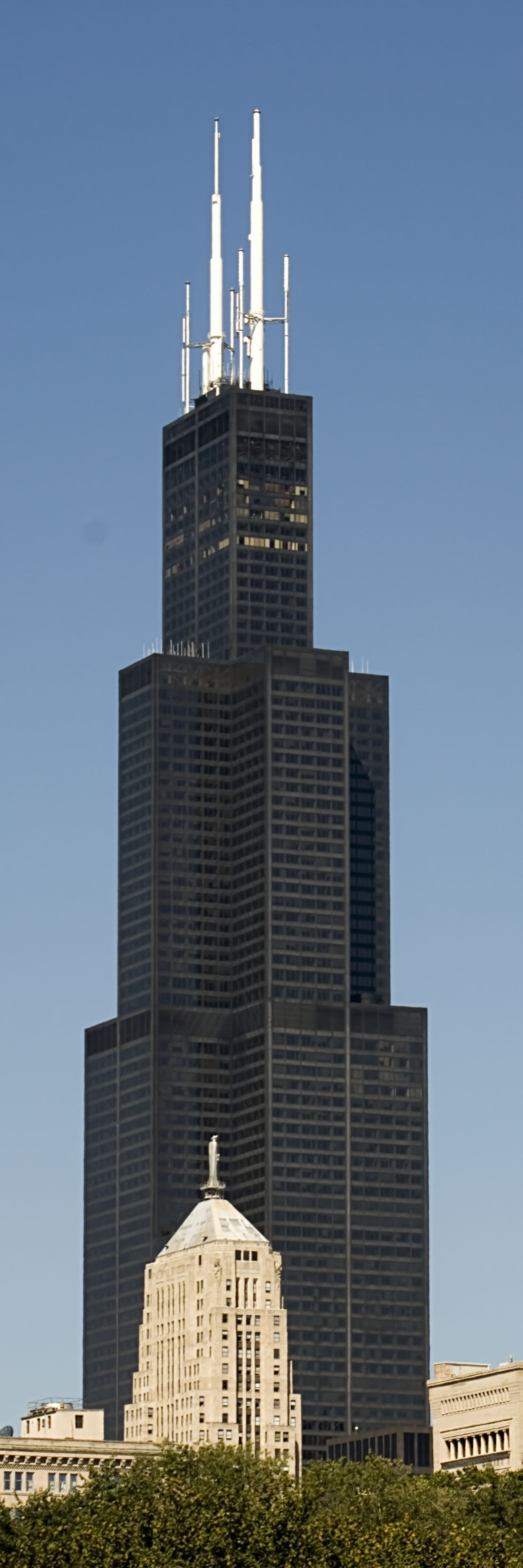
Soustava antén (2007)
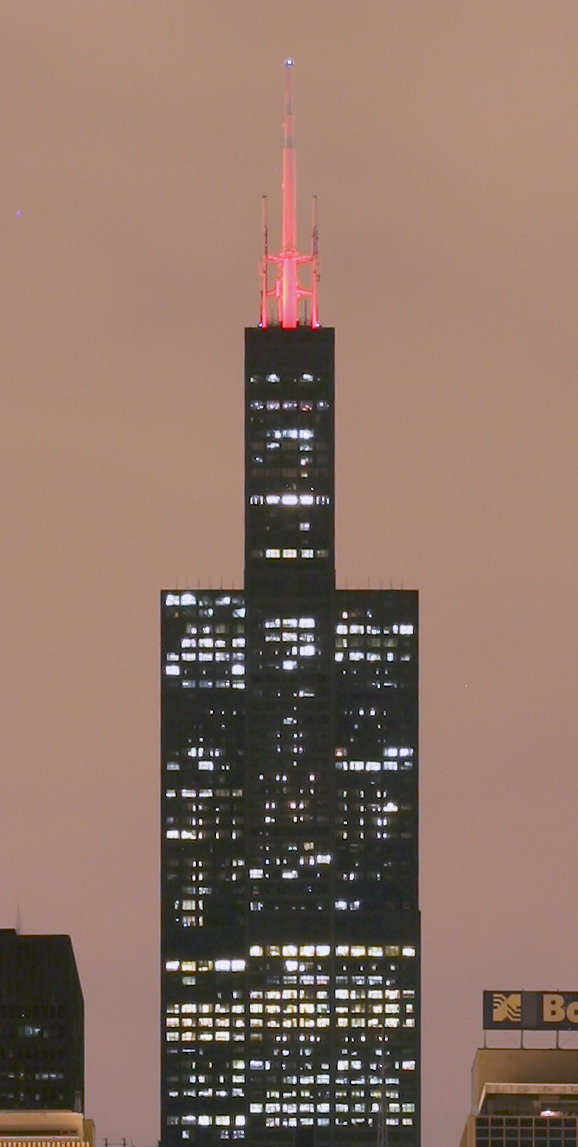
Osvícené antény (2010)
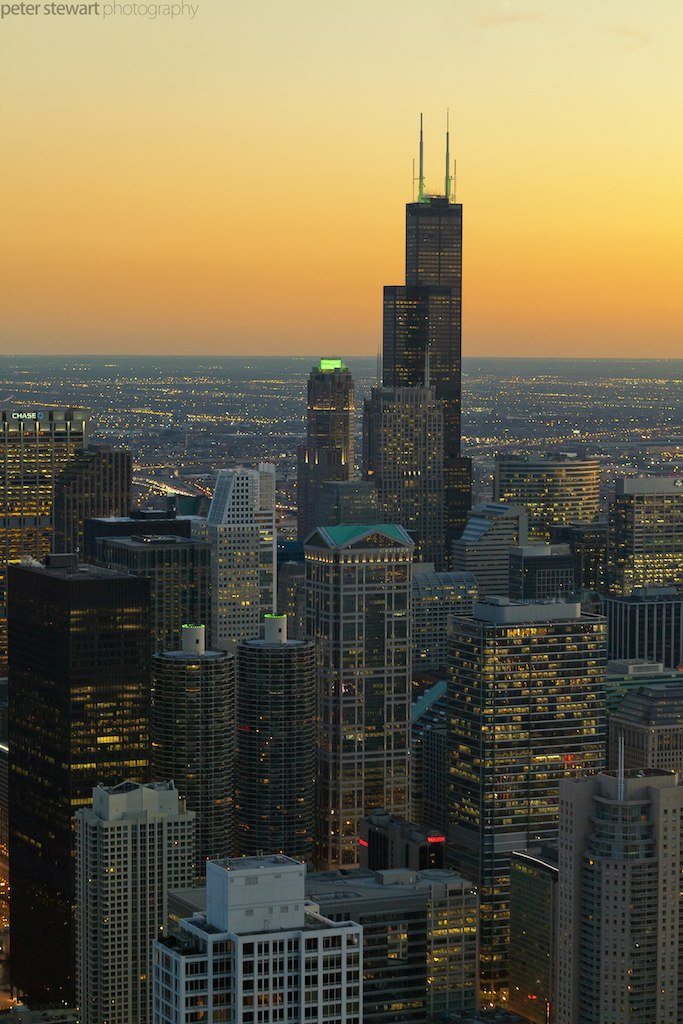
Willis Tower při západu slunce (2012)
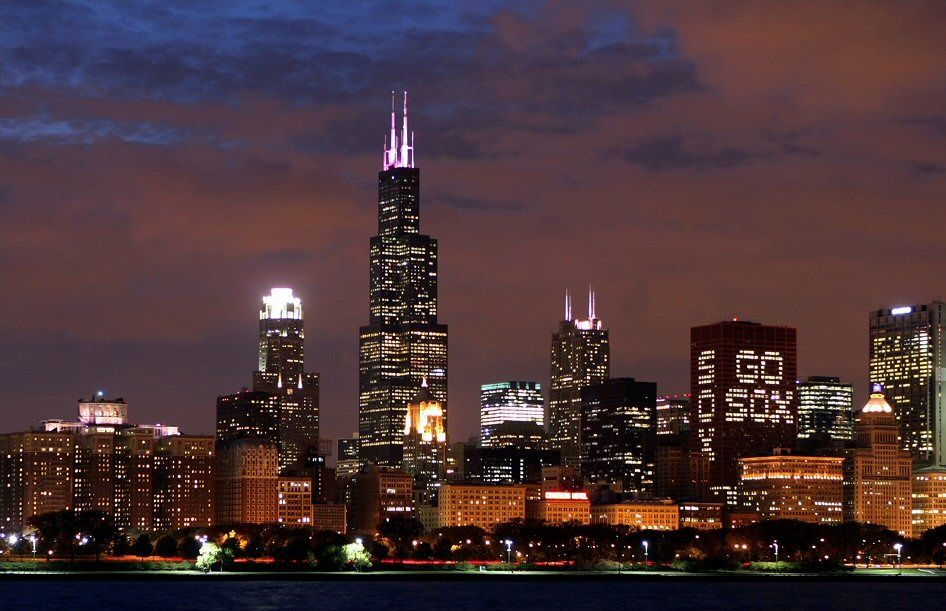
Rozsvícený Willis Tower (2006)
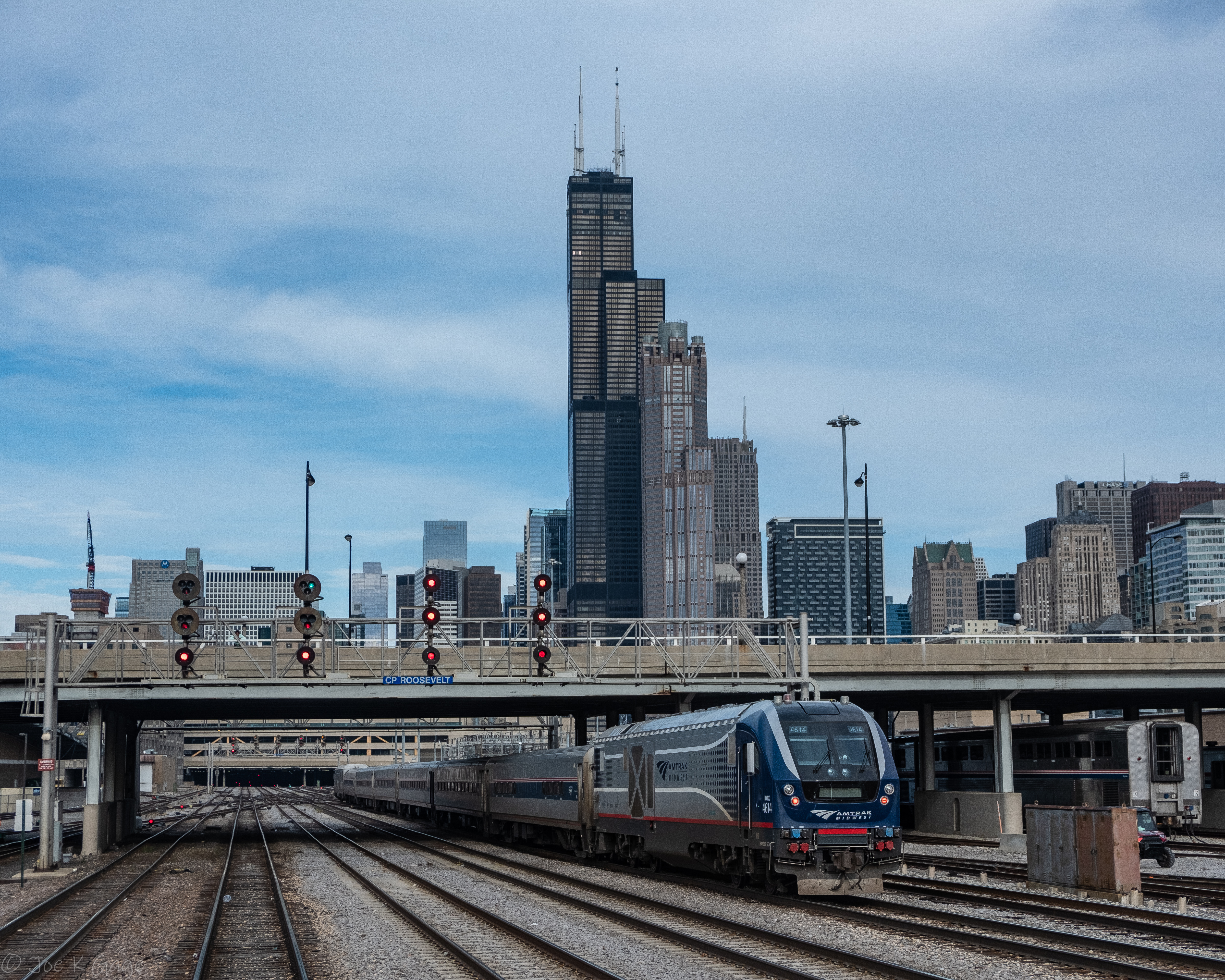
Willis Tower v roce 2020